# Malause
 Malause  es una comuna y población de Francia, en la región de Mediodía-Pirineos, departamento de Tarn y Garona, en el distrito de Castelsarrasin y cantón de Moissac-1. Está integrada en la Communauté de communes des Deux Rives .

## Demografía
| 793 | 824 | 762 | 742 | 843 | 871 |
| Para los censos de 1962 a 1999 la población legal corresponde a la población sin duplicidades (Fuente: INSEE [Consultar]) |     |     |     |     |     |